# Bullobunus
Bullobunus is een geslacht van hooiwagens uit de familie Sclerosomatidae.
De wetenschappelijke naam Bullobunus is voor het eerst geldig gepubliceerd door Roewer in 1910. 

## Soorten
Bullobunus omvat de volgende 7 soorten:
- Bullobunus ater
- Bullobunus culionicus
- Bullobunus luteovittatus
- Bullobunus punctatus
- Bullobunus rufus
- Bullobunus similis
- Bullobunus unicolor